# قتع البصل
قَتَع البصل هو نوع من العث من فصيلة القتعيات.  منتشر في مناطق تمتد من وسط وجنوب أوروبا عبر روسيا إلى آسيا الوسطى. وتوجد في سوريا وإيران والعراق وأجزاء من شمال إفريقيا.